# بيل برايس
بيل برايس (19 مارس 1881 - 6 فبراير 1958) (بالإنجليزية: Bill Price)‏ هو لاعب كريكت بريطاني وبريطاني (وحمل سابقاً جنسية المملكة المتحدة لبريطانيا العظمى وأيرلندا).